# Festival di Cannes 1968
La 21ª edizione del Festival di Cannes si è svolta a Cannes dal 10 al 19 maggio 1968, quando gli organizzatori hanno dovuto interrompere anticipatamente la manifestazione, travolta dagli eventi del Maggio francese.
Inaugurato in sfortunata coincidenza con la notte delle barricate nel Quartiere latino, aperto dalla proiezione di Via col vento in 70mm, il Festival è invaso dagli studenti in rivolta fin dal 13 maggio.
Il 18 maggio un gruppo di cineasti, tra i quali spiccano François Truffaut, Jean-Luc Godard, Claude Lelouch, Claude Berri, Roman Polański, Louis Malle e Jean-Pierre Léaud, utilizza Cannes come palcoscenico per protestare contro la decisione del ministro della cultura André Malraux di rimuovere Henri Langlois dal posto di direttore della Cinémathèque française. I registi colgono questa occasione anche per fondare la Société des Réalisateurs de Films (SRF), che dall'anno successivo organizzerà una selezione parallela a quella ufficiale del Festival, la Quinzaine des Réalisateurs.
Louis Malle, Monica Vitti e Roman Polanski si dimettono dalla giuria, Alain Resnais, Carlos Saura e Miloš Forman ritirano i propri film dal concorso. La proiezione di Frappé alla menta di Saura, ultimo tentativo di mandare avanti il programma, è impedita dall'interprete principale del film, Geraldine Chaplin.
A mezzogiorno del 19 maggio il delegato generale Robert Favre Le Bret è infine costretto a interrompere il Festival, senza assegnare il palmarès.
In prospettiva, il Festival non solo non sarà indebolito da questa edizione incompiuta, ma ne uscirà addirittura più forte, traendo dei benefici dalle critiche, migliorandosi grazie ad esse ed allargando così negli anni successivi il divario con la rivale Mostra internazionale d'arte cinematografica di Venezia e cominciando a conquistarsi un primato poi divenuto inattaccabile.
Nell'edizione 2008, a distanza di quarant'anni, sono state riproposte alcune delle opere che all'epoca non poterono essere proiettate: Frappé alla menta di Carlos Saura, Vingt-quatre heures de la vie d'une femme di Dominique Delouche, Anna Karenina di Aleksandr Zarkhi, Un lungo giorno per morire di Peter Collinson.

## Selezione ufficiale

### Concorso
- Nuda sotto la pelle (The Girl on Motorcycle), regia di Jack Cardiff (Gran Bretagna/Francia)
- Mali vojnici, regia di Bato Cengic (Jugoslavia)
- Un lungo giorno per morire (The Long Day's Dying), regia di Peter Collinson (Gran Bretagna/USA)
- Les Gauloises bleues, regia di Michel Cournot (Francia)
- Vingt-quatre heures de la vie d'une femme, regia di Dominique Delouche (Francia/Germania)
- Girando intorno al cespuglio di more (Here We Go Round the Mulberry Bush), regia di Clive Donner (Gran Bretagna)
- L'errore di vivere (Charlie Bubbles), regia di Albert Finney (Gran Bretagna)
- I protagonisti, regia di Marcello Fondato (Italia)
- Al fuoco pompieri! (Horí, má panenko), regia di Miloš Forman (Cecoslovacchia)
- Tuvia Vesheva Benotav, regia di Menahem Golan (Israele/Germania)
- L'armata a cavallo (Csillagosok, katonák), regia di Miklós Jancsó (Ungheria/Unione Sovietica)
- Venti lucenti (Fényes szelek), regia di Miklós Jancsó (Ungheria)
- Petulia, regia di Richard Lester (USA)
- Żywot Mateusza, regia di Witold Leszczynski (Polonia)
- Banditi a Milano, regia di Carlo Lizzani (Italia)
- Un'estate capricciosa (Rozmarné léto), regia di Jiří Menzel (Cecoslovacchia)
- La festa e gli invitati (O slavnosti a hostech), regia di Jan Němec (Cecoslovacchia)
- Il castello (Das schloß), regia di Rudolf Noelte (Germania)
- Trilogy, regia di Frank Perry (USA)
- Je t'aime, je t'aime, regia di Alain Resnais (Francia)
- Grazie zia, regia di Salvatore Samperi (Italia)
- Feldobott kö, regia di Sándor Sára (Ungheria)
- Joanna, regia di Michael Sarne (Gran Bretagna)
- Frappé alla menta (Peppermint Frappé), regia di Carlos Saura (Spagna)
- Kuroneko (Yabu no naka no kuroneko), regia di Kaneto Shindō (Giappone)
- Anna Karenina, regia di Aleksandr Zarkhi (Unione Sovietica)
- Doctor Glas (Doktor Glas), regia di Mai Zetterling (Danimarca)
- Seduto alla sua destra, regia di Valerio Zurlini (Italia)

### Fuori concorso
- Tre passi nel delirio, regia di Federico Fellini (episodio Toby Dammit), Roger Vadim (episodio Metzengerstein), Louis Malle (episodio William Wilson) (Francia/Italia)
- Via col vento (Gone with the Wind), regia di Victor Fleming (USA)

## Settimana internazionale della critica
- Les enfants de Néant, regia di Michel Brault (Francia)
- Concerto pour un exil, regia di Désiré Ecaré (Costa d'Avorio/Francia)
- Meddig él az ember? I-II, regia di Judit Elek (Ungheria)
- Marie pour mémoire, regia di Philippe Garrel (Francia)
- La caduta delle foglie (Giorgobistve), regia di Otar Iosseliani (Unione Sovietica)
- Na papirnatih avionih, regia di Matjaž Klopčič (Jugoslavia)
- The Edge, regia di Robert Kramer (USA)
- Rocky Road to Dublin, regia di Peter Lennon (Irlanda)
- Revolution, regia di Jack O'Connell (USA) - non presentato per l'interruzione del Festival
- The Queen, regia di Frank Simon (USA)
- Cronaca di Anna Magdalena Bach (Chronik der Anna Magdalena Bach), regia di Jean-Marie Straub, Danièle Huillet (Germania/Italia) - non presentato per l'interruzione del Festival
- Quatre d'entre elles (episodio 72 ans-Angèle), regia di Yves Yersin (Svizzera)

## Giuria
- André Chamson, scrittore (Francia) - presidente
- Claude Aveline, scrittore (Francia)
- Veljko Bulajić, regista (Jugoslavia)
- Paul Cadeac d'Arbaud, produttore (Francia)
- Jean Lescure, scrittore (Francia)
- Louis Malle, regista (Francia)
- Jan Nordlander (Svezia)
- Roman Polański, regista (USA)
- Robert Rojdestvensky, scrittore (Unione Sovietica)
- Monica Vitti, attrice (Italia)
- Boris von Borrezholm, regista (Germania)
- Terence Young, regista (Gran Bretagna)

## Palmarès
Non sono stati assegnati premi.